# Мертвий удар (роман)
«Мертвий удар» (англ. Dead Beat) — книга Джима Бучера в жанрі наукової фантастики та фентезі, що вийшла 3 травня 2005 року.
Роман розповідає про пригоди професійного чарівника Гаррі Дрездена, єдиного професійного чарівника сучасного Чикаго. Це сьома книга із серії «Файли Дрездена» (англ. The Dresden Files).

## Короткий опис сюжету
Гаррі Дрезден повинен врятувати Чикаго від чорної магії та некромантії, але спочатку він має знайти «Слово Кеммлера» — останній з манускриптів злочинного чорного мага, що збереглися на землі, страченого за вироком Білої Ради. Той, хто наважиться провести в ніч на Хелловін описаний у цій книзі жахливий ритуал, здобуде владу над світом живих і світом мертвих. Якщо Гаррі не виявить «Слово Кеммлера» першим, воно опиниться в руках уцілілих учнів Кеммлера — і занапастить мільйони безневинних життів… Полювання починається.
Хелловін все ближче… Все це будні єдиного професійного чарівника у місті… за умови, що він доживе до кінця дня.

## Список персонажів
- Гаррі Дрезден: Протагоніст; професійний чарівник, приватний детектив і поліцейський консультант; а ще він є у телефонній книзі.
- Греване: некромант, колишній учень Кеммлера.
- Артеміс Бок: власник, оператор Bock Ordered Books, магазину рідкісних книг біля університету, лише за кілька кварталів від квартири Біллі та Джорджії.
- Шиела Старр: співробітниця Bock Ordered Books. У неї ейдетична пам'ять, повне пригадування всього, що вона прочитала. Виявляється, вона лише уявний образ Гаррі, створений тінню Ласьєля в його свідомості.
- Малкольм Дрезден: батько Дрездена, який помер, коли Гаррі було шість років.
- Куморі: партнер Каула та некромант, але не один із учнів Кеммлера.
- Коул: некромант, колишній учень Кеммлера; він працює з Куморі.
- Викрадач трупів або Капіокорпус (лат. Capiocorpus): також Алісія Нельсон, некромант, колишній учень Кеммлера та експерт у ментальній магії.
- Лі Сянь: упир і прислужник Капіокорпуса.
- Ерлкінг: майстер Дикого Полювання та могутній Верховний Сідхе Вілдфей.
- Карлос Рамірес: молодий наглядач, який захоплюється підходом Дрездена до багатьох речей. Його підвищили до регіонального командира, він працює в Лос-Анджелесі, Каліфорнія.
- Анастасія Луччіо: капітан Вартових, відповідальний за безпеку Білої Ради.